# Vette più alte per regione dell'Italia

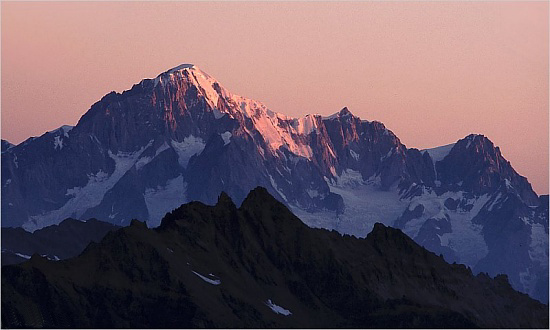
Il versante italiano del Monte Bianco, cima più alta della Valle d'Aosta e di tutta l'Italia.

Vengono qui di seguito elencate le regioni italiane, a cui fa seguito la rispettiva vetta più alta, quindi l'eventuale massiccio di cui fa parte ed infine la relativa altezza.
Si tenga presente che la vetta più alta non sempre coincide con il punto più alto: infatti il punto più alto può essere il fianco di una montagna la cui sommità si trova non in territorio italiano.
Si osserva inoltre che non è del tutto chiaro quale sia la cima più alta dell'Italia. Infatti la storia della frontiera sul Monte Bianco è stata lunga e non ancora del tutto risolta. Sembra ormai prevalente il fatto di considerare il Monte Bianco transfrontaliero e di considerarlo come la vetta più alta dell'Italia.
Discorso complesso anche per la Lombardia dove la cima più alta è la Punta Perrucchetti 4020m (4017m sulla Carta Nazionale Svizzera, 4010m su L'Escursionista Editore) anche conosciuta come La Spedla (Massiccio del Bernina). L'errore nel non averla considerata in passato, nasceva dal fatto che non viene riportata nella lista primaria dei Quattromila. Tuttavia è ufficialmente inserita in quella secondaria in questo modo certificando lo status di vera e propria cima/vetta e non mero punto della cresta o catena montuosa. Nell'elenco secondario infatti vengono inseriti solo quei rilievi che hanno comunque lo status di cima e non i punti quota di creste o contrafforti. Inoltre, viene evidenziata e identificata con nome proprio in tutta la cartografia sia italiana che svizzera (anche in Internet in OpenTopoMap), di nuovo segnando la differenza con un mero punto altimetrico di cresta. Alla luce di queste considerazioni pertanto, importanti per fare luce sulla questione, la Punta Perrucchetti differisce dal punto più alto che è sempre non denominato sulle mappe e non classificato come cima né primaria né secondaria. Discorso identico per la sommità del Grenzgipfel sul Monte Rosa in Piemonte, qui con qualche lacuna in più sul lato cartografico.
Le uniche vette sopra i 4000 metri si trovano pertanto in Valle d'Aosta, Piemonte e Lombardia.

## Elenco
| Regione               | vetta                            | Massiccio                  | Altezza     | Note |
| --------------------- | -------------------------------- | -------------------------- | ----------- | --- |
| Abruzzo               | Corno Grande (vetta occidentale) | Gran Sasso                 | 2 912 metri | |
| Basilicata            | Monte Pollino                    | Pollino                    | 2 248 metri | |
| Calabria              | Serra Dolcedorme                 | Pollino                    | 2 267 metri | |
| Campania              | La Gallinola                     | Matese                     | 1 923 metri | |
| Emilia-Romagna        | Monte Cimone                     | Appennino tosco-emiliano   | 2 165 metri | |
| Friuli-Venezia Giulia | Monte Coglians                   | Alpi Carniche              | 2 780 metri | |
| Lazio                 | Monte Gorzano                    | Monti della Laga           | 2 458 metri | |
| Liguria               | Monte Saccarello                 | Alpi del Marguareis        | 2 201 metri | Il punto culminante del monte Saccarello si trova in territorio francese, a pochi metri dal confine di stato |
| Lombardia             | Punta Perrucchetti               | Bernina                    | 4 020 metri | La Punta Perrucchetti è alta 4020m. Non è considerata nella lista primaria dei 4000 delle Alpi ma è ufficialmente riportata in quella secondaria, pertanto in base a questa classificazione è a tutti gli effetti la vetta più alta della regione. È peraltro anche nota come 'cima italiana del Bernina' |
| Marche                | Monte Vettore                    | Monti Sibillini            | 2 476 metri | |
| Molise                | Monte a Mare                     | Monti della Meta           | 2 160 metri | Il punto più elevato della regione Molise si trova vicino - senza tuttavia raggiungerla - alla vetta del monte Meta (2241 metri) ed è costituito dalla punta del Gendarme della Meta (2185 metri), da alcuni riconosciuto come vetta. Il monte più alto unanimemente riconosciuto come tale, la cui punta ricade tra l'altro, per pochi metri, interamente nel territorio molisano, è il monte a Mare, tre km a sud-est della Meta. La sua quota si trova talvolta indicata come 2161 o 2162 metri, considerando la quota della vicina Cima le Forme, la quale tuttavia non è unanimemente riconosciuta come cima, oltre a ricadere, anch'essa per pochi metri, nel territorio del Lazio. |
| Piemonte              | Grenzgipfel                      | Monte Rosa                 | 4 618 metri | Come per la Punta Perrucchetti in Lombardia, non è riportata nella lista primaria dei 4000 delle Alpi ma è presente in quella secondaria |
| Puglia                | Monte Cornacchia                 | Monti della Daunia         | 1 151 metri | |
| Sardegna              | Punta La Marmora                 | Gennargentu                | 1 834 metri | |
| Sicilia               | Etna                             | ---                        | 3 403 metri | Vulcano attivo |
| Toscana               | Monte Prado                      | Appennino Tosco-Emiliano   | 2 054 metri | |
| Trentino-Alto Adige   | Ortles                           | Gruppo Ortles-Cevedale     | 3 905 metri | |
| Umbria                | Cima del Redentore               | Monti Sibillini            | 2 448 metri | |
| Valle d'Aosta         | Monte Bianco                     | Massiccio del Monte Bianco | 4 810 metri | La storia della frontiera sul Monte Bianco è stata lunga ed ancora non del tutto risolta. Se la cima del Monte Bianco fosse totalmente in territorio francese allora la vetta più alta della Valle d'Aosta sarebbe il Monte Bianco di Courmayeur. |
| Veneto                | Punta Penia                      | Marmolada                  | 3 343 metri | |